# Левковский сельский совет (Харьковская область)
Левковский сельский совет — входит в состав Изюмского района Харьковской области Украины.
Административный центр сельского совета находится в селе Левковка.

## Населённые пункты совета
- село Левковка
- село Глинское
- село Забавное
- село Ивановка
- село Искра
- село Крамаровка
- село Пимоновка
- село Руднево

### Ликвидированные населённые пункты
- село Вербовка
- село Изюмское